# كينتارو إيواتا
كينتارو إيواتا (岩田 健太郎 مواليد 1971) هو طبيب ياباني وأستاذ وخبير في الأمراض المعدية في جامعة كوبه.

## المهنة
بعد تخرجه من جامعة شيمان الطبية (كلية الطب الحالية في جامعة شيمان) في عام 1997، أصبح إيواتا متدرباً طبياً يعمل في مستشفى تشوبو محافظ أوكيناوا  في العام التالي، أصبح متدربًا طبيًا عمل في مستشفى روزفلت في سانت لوك في جامعة كولومبيا. 
بدأ إيواتا حياته المهنية كطبيب داخلي في جبل سيناء بيت إسرائيل في عام 2001 (ماونت سيناي بيت إسرائيل)
.  في عام 2004، عاد إلى اليابان واستأجره مركز كاميدا الطبي [ja]، تم تعيينه رئيسا لشعبة الأمراض المعدية، رئيس الأمراض المعدية الطبية الشاملة.  منذ عام 2008 شغل منصب أستاذ قسم سريري في جامعة كوبه. 

## جائحة فيروس كورونا
```
انظر أيضا
 
جائحة فيروس كورونا في السفن السياحية 2020
```

خلال جائحة فيروس كورونا في اليابان 2020 ، تم الحجر الصحي على السفينة السياحية سفينة أميرة الألماس في ميناء يوكوهاما في اليابان. وانتقد إيواتا بشدة إدارة الوضع في شريطي فيديو على يوتيوب تم نشرهما على نطاق واسع نُشرا في 18 شباط/فبراير. في مقاطع الفيديو، وصف ظروف الأميرة الماسية في الحجر الصحي بأنها «فوضوية تمامًا»، وأطلق على السفينة اسم «طاحونة COVID-19». وفي 20 فبراير، حذف مقاطع الفيديو بنفسه، وقال «لا حاجة لمزيد من مناقشة هذا الأمر». كما نفى أن يكون قد تعرض لضغوط لحذف مقاطع الفيديو.

## روابط خارجية
- georgebest1969 على تويتر.
- iwata . على يوتيوب